# Teodora, emperadriu romana d'Orient
Teodora (Theodora, Θεοδώρα) (984-1056) fou emperadriu romana d'Orient de l'11 de gener del 1055 a la seva mort, poc després del 31 d'agost del 1056. De jove, va ser apartada del tron per la seva germana gran, tot i que el pare confiava més en ella. Les circumstàncies van fer que el poble demanés la corregència de les dues germanes; va ser el període entre abril i maig del 1942. A la mort del seu cunyat Constantí IX, va assumir el poder en solitari, malgrat la seva edat avançada. Va ser la darrera governant de la nissaga dels Macedònics, els quals havien estat emperadors durant dos-cents anys.

## Primers anys
Era la filla menor de l'emperador Constantí VIII i de la seva esposa Helena. El 996, va ser proposada com a possible esposa per l'emperador d'Occident Otó III, que finalment es va decidir per la seva germana Zoè, però el matrimoni no es va arribar a celebrar per la mort d'Otó poc abans. A partir de llavors, de Teodora no se'n sap més, ja que va portar una vida discreta dins del gineceu del palau imperial. Però quan el seu oncle Basili II va morir sense descendència i el seu pare va morir sense haver tingut fills mascles, es va veure forçada a la vida política.
El 1028, dies abans de morir el seu pare, va refusar la mà de Romà Argir, l'home triat per Constantí VIII, el motiu n'era que ell ja estava casat i havia enviat la seva esposa a un convent per poder acceptar el desig de l'emperador. La seva germana Zoè, en canvi, el va acceptar i tres dies després va esdevenir Romà III, en morir Constantí. Llavors, Teodora es va retirar a la vida tranquil·la del gineceu, però això no va evitar que Zoè n'estigués gelosa perquè ella havia estat la preferida del seu pare. Zoè va persuadir el seu marit de nomenar un dels seus homes de confiança com a majordom de palau, amb l'encàrrec d'espiar Teodora. Poc després, Teodora fou acusada de conspirar per usurpar el tron juntament amb Presian II de Bulgària. A Presian, el van castigar fent-lo cegar i enviant-lo a un monestir. El 1031, Teodora va tornar a ser acusada d'estar implicada en una conspiració, aquesta vegada amb l'arcont de Sírmium i, com a càstig, la van enviar al convent de Petrion. Zoè va visitar més tard la seva germana i la va forçar a prendre els hàbits. Durant els tretze anys següents, Teodora va romandre al convent, mentre Zoè governava l'imperi primer amb el seu marit Romà III i després amb Miquel IV.

## Ascens al tron

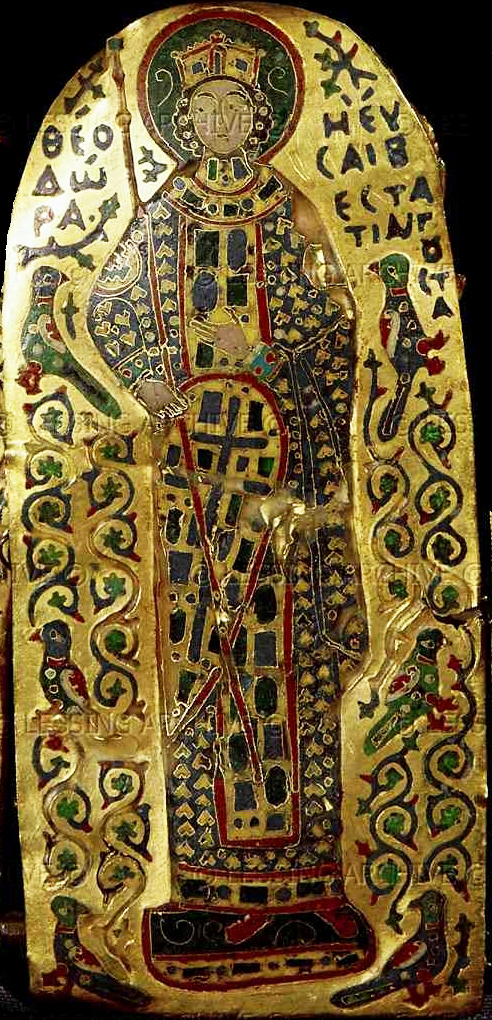
Retrat de Teodora a la corona de Monòmac

A la mort de Miquel IV el desembre del 1041, Zoè va adoptar el nebot del difunt marit, el qual va ser coronat amb el nom de Miquel V. Tot i que havia promès respectar Zoè com a emperadriu, aviat se'n va desfer enviant-la a un monestir de les Illes dels Prínceps, amb l'excusa d'haver intentat matar-lo. Aquest tractament cap a una hereva legítima va causar commoció entre els súbdits i el 19 d'abril del 1042 va esclatar una revolta popular contra l'emperador Miquel V; els rebels van assaltar el palau. Zoè i la seva germana Teodora (que estava encara en el monestir) foren proclamades coemperadrius el 21 d'abril del 1042. Una delegació encapçalada pel patrici Constantí Cabasilas va anar al monestir de Petrion per tal de convèncer Teodora que acceptés ser coemperadriu amb la seva germana. Teodora es va negar rotundament i com que insistien es va tancar a la capella del convent acollint-se a sagrat. Constantí no va respectar la santedat del lloc, la va obligar a sortir i venir a la raó. La van escortar fins a Santa Sofia, on el poble es va trobar amb una enfurismada Teodora, allà fou proclamada emperadriu juntament amb Zoè, aclamades per la multitud. Miquel va fugir junt amb el seu germà Constantí i es van refugiar al convent de Studa, on van prendre l'hàbit monàstic.
Zoè immediatament va assumir el poder i va intentar fer tornar la seva germana al convent, però el senat exigia que les dues germanes governessin conjuntament. En el seu primer acte com a emperadriu, Teodora va decretar que Zoè hauria de trencar relacions amb Miquel V, ja que sabent que era de caràcter feble seria fàcilment manipulada. Zoè va insistir que perdonessin Miquel i li permetessin tornar a la cort. Teodora es va mantenir ferma en la seva decisió inicial i, a més, va fer cegar Miquel, el qual ja no va sortir mai més del monestir. Oficialment, encara que Teodora era la germana menor, i el seu tron estava situat lleugerament enrere del de Zoè en els actes públics, era qui estava més ben considerada pel seu talent per a governar. Les dues germanes van encetar l'administració de l'imperi, centrades en dos punts: frenar la pràctica de vendre càrrecs públics i l'administració de justícia. L'opinió dels cronistes és discrepant: Miquel Psel·los deia que el regnat de les dues emperadrius va ser un complet fracàs; en canvi, Joan Escilitzes afirmava que van ser eficaces intentant rectificar els abusos d'anteriors governs.
Malgrat que Teodora i Zoè es presentaven juntes en les reunions del senat o quan feien audiències públiques, era evident que entre elles hi havia una considerable tibantor. Zoè no tenia gens d'interès pels afers administratius de l'imperi, però tampoc no volia deixar que Teodora, de la qual encara estava gelosa, se'n fes càrrec en solitari. La cort aviat es va començar a dividir en dues faccions. Després de dos mesos d'acritud en augment, Zoè va decidir cercar un nou marit i l'escollit va ser el general Constantí (després Constantí IX Monòmac). L'enllaç es va fer l'11 de juny del 1042. Zoè i Teodora van permetre el govern a Constantí, conservant-ne algunes prerrogatives i el títol.
Teodora va continuar sent influent, va ser seva la decisió de cegar Joan l'Eunuc, un ministre corrupte que havia servit als emperadors Romà III, Miquel IV i Miquel V.
Constantí, després de casar-se amb Zoè, mantenia relacions íntimes amb una amant i això va donar lloc a rumors que estava planejant assassinar Zoè i Teodora. Això va portar a una revolta popular el 1044 pels carrers de la capital, que es va calmar amb la presència al balcó de les dues emperadrius, assegurant a la multitud que no corrien cap perill. Zoè va morir el juny del 1050 i Constantí va romandre al tron.

## Govern en solitari
El 1054, va començar el cisma dirigit pel patriarca Miquel Cerulari que va separar les esglésies llatina i grega. El resultat final no el va veure Constantí, que va morir l'11 de gener del 1055. Va designar successor Nicèfor Brienni Protèon, governador de Bulgària, però Teodora, de setanta anys, es va anticipar i es va fer proclamar sobirana única.
Va triar molt bé els seus generals i ministres (el principal en fou Lleó Paraspòndil) i fou apreciada pel poble, encara que fou excessivament dura amb els seus enemics personals. Va expropiar les terres a Nicèfor Brienni i va enviar-lo a l'exili, i també als seus partidaris. Va donar un lloc de preferència al seu ministre Lleó Paraspòndil. Els oficials militars de la cort van ser substituïts per eunucs de confiança, fins i tot el prestigiós general Isaac Comnè va ser reemplaçat per un altre de menor rang. Determinada com estava a acumular el màxim poder, presidia en persona el senat i les audiències de caràcter judicial. També nomenava càrrecs eclesiàstics, cosa que va ofendre el patriarca Miquel Cerulari, que considerava que aquesta feina no pertocava a una dona, encara que fos emperadriu.
Va morir pocs dies després de posar-se malalta el 31 d'agost del 1056.
Va designar com a successor el vell general Miquel Estratiòtic Bringas, que va pujar al tron com a Miquel VI l'Estratiòtic.

## Nota
1. ↑  22 d'agost del 1056 és la data de la mort que es dona al Dictionary of Greek and Roman Biography and Mythology de William Smith (1867)